# Gare du Goulet
 (février 2017).
Si vous disposez d'ouvrages ou d'articles de référence ou si vous connaissez des sites web de qualité traitant du thème abordé ici, merci de compléter l'article en donnant les références utiles à sa vérifiabilité et en les liant à la section « Notes et références ».
Pour les articles homonymes, voir Goulet.
La gare du Goulet est une gare ferroviaire (fermée) française de la ligne de Paris-Saint-Lazare au Havre, située sur le territoire de la commune de Saint-Pierre-la-Garenne, dans le département de l'Eure, en région Normandie.
La ligne dessert le hameau dès sa mise en service en 1843 par la Compagnie du chemin de fer de Paris à Rouen. Mais il faut attendre 1885 pour qu'un projet de halte prenne corps.
C'est une halte voyageurs de la Société nationale des chemins de fer français (SNCF) du réseau TER Normandie anciennement desservie par des trains express régionaux.

## Situation ferroviaire
La halte du Goulet est située à l'est du hameau, entre la RD 6015 et la Seine.
Le passage à niveau porte à l'origine le n°42. Il desservait le quai de Seine.
Établie à 16 m d'altitude, elle se situe au point kilométrique 90,016 de la ligne de Paris-Saint-Lazare au Havre. Elle constitue un point d'arrêt éventuel (régulation de trafic) entre la gare de Gaillon - Aubevoye et la gare de Vernon - Giverny.

## Histoire
La halte du Goulet est inaugurée le dimanche 9 juillet 1905 . Le contexte de sa réalisation est celui-ci. En 1885, des réflexions sont menées en vue d'établir un pont sur la Seine à l'endroit du Goulet où se tenait un barrage, détruit . En mars 1908, le journal local L'Industriel de Louviers laisse espérer la pose de la première pierre en 1909. Des conflits internes au sein du conseil général de l'Eure font finalement capoter le projet intégré Halte ferroviaire - pont sur la Seine dont l'objet économique devait favoriser le Vexin (rive droite de la Seine).
Il reste à cette halte son objet primitif tourné vers le service des voyageurs. Mais la seule présence dans les parages d'un illustre personnage (Alphonse-Georges Poulain) ne suffit pas au maintien du service.
Elle est donc fermée au service des voyageurs.

## Patrimoine ferroviaire
L'ancien bâtiment voyageurs, désaffecté, est toujours présent sur le site ainsi que les quais.